# Hirao
Hirao (jap. 平生町 Hirao-chō) – miasto w Japonii, na wyspie Honsiu, w prefekturze Yamaguchi. Według danych na rok 2020 miejscowość zamieszkiwało 11 914 mieszkańców , a gęstość zaludnienia wyniosła 344,4 os./km².